# Pont-à-Vendin
 Pont-à-Vendin  es una población y comuna francesa, situada en la región de Norte-Paso de Calais, departamento de Paso de Calais, en el distrito de Lens y cantón de Harnes.

## Demografía
| 3414 | 3489 | 3368 | 2882 | 2803 | 2899 |
| Para los censos de 1962 a 1999 la población legal corresponde a la población sin duplicidades (Fuente: INSEE [Consultar]) |      |      |      |      |      |